# Pas de les Truges
El Pas de les Truges és una collada dels contraforts nord-orientals del Massís del Canigó, a 2.027,7 metres d'altitud, en el límit dels termes comunals d'Estoer i de Taurinyà, tots dos a la comarca del Conflent (Catalunya del Nord).
Està situat a migdia de la Socarrada i al nord dels Tres Avets i del Ras dels Cortalets.